# Linia D metra w Pradze
Ten artykuł dotyczy przyszłego wydarzenia. Informacje w nim zawarte mogą się zmienić wraz z pojawieniem się nowych faktów, a początkowe doniesienia mogą być niepewne. Ostatnie aktualizacje tego artykułu mogą nie odzwierciedlać najbardziej aktualnych informacji.
Linia D metra w Pradze – najnowsza, budowana trasa sieci metra praskiego, oznaczana roboczo barwą niebieską. Jej trasa wiedzie głównie w kierunku północ – południe. W jej ramach ma powstać co najmniej 10 stacji i zajezdnia w dzielnicy Písnice.

## Historia
Pierwsze plany budowy czwartej linii praskiego metra istniały już w latach 60. i 70. XX wieku. Powrócono do nich, ale w kształcie przypominającym obecny, po 2000, w związku z gwałtownym rozwojem południowych dzielnic stolicy Czech. Prace zamierzano rozpocząć w 2010, jednak ich rozpoczęcie było wielokrotnie przekładane z powodu braku funduszy. W 2012 powstał alternatywny projekt, zakładający rezygnację z odcinka do Hlavní nádraží, planowano również wykorzystanie części trasy istniejącej linii C. Ostateczny projekt rada miasta zaakceptowała w 2013, a budowa 10,5 km odcinka z 10 stacjami i zajezdnią miała mieć miejsce w latach 2017-2022. W 2015 zdecydowano, że składy metra na trasie będą poruszać się bez maszynisty.
Budowa została podzielona na cztery odcinki, budowa pierwszego z nich (Pankrác – Olbrachtova) rozpoczęła się po uzyskaniu pozwoleń w kwietniu 2022. Zgodnie z harmonogramem, w IV kwartale 2023 prace mają rozpocząć się na odcinku Olbrachtova (bez stacji) – Nové Dvory, w II kwartale 2024 na odcinku Pankrác (bez stacji) – Náměstí Míru, a pod koniec 2025 na odcinku Nové Dvory (bez stacji) – Depo Písnice wraz z zajezdnią. Otwarcie całej linii metra planowane jest na 2029.
Pierwotnie koszty budowy miały wynosić 25 miliardów koron czeskich, później wzrosły do 43 miliardów CZK, a w 2020 były szacowane na 73 miliardy CZK (ok. 2,7 mld euro). Zgodnie z zapowiedziami władz miasta, nie mają ostatecznie przekroczyć one bariery 100 mld CZK (w 2021 wynosiły już 97,79 mld CZK).